# Bouwvakker

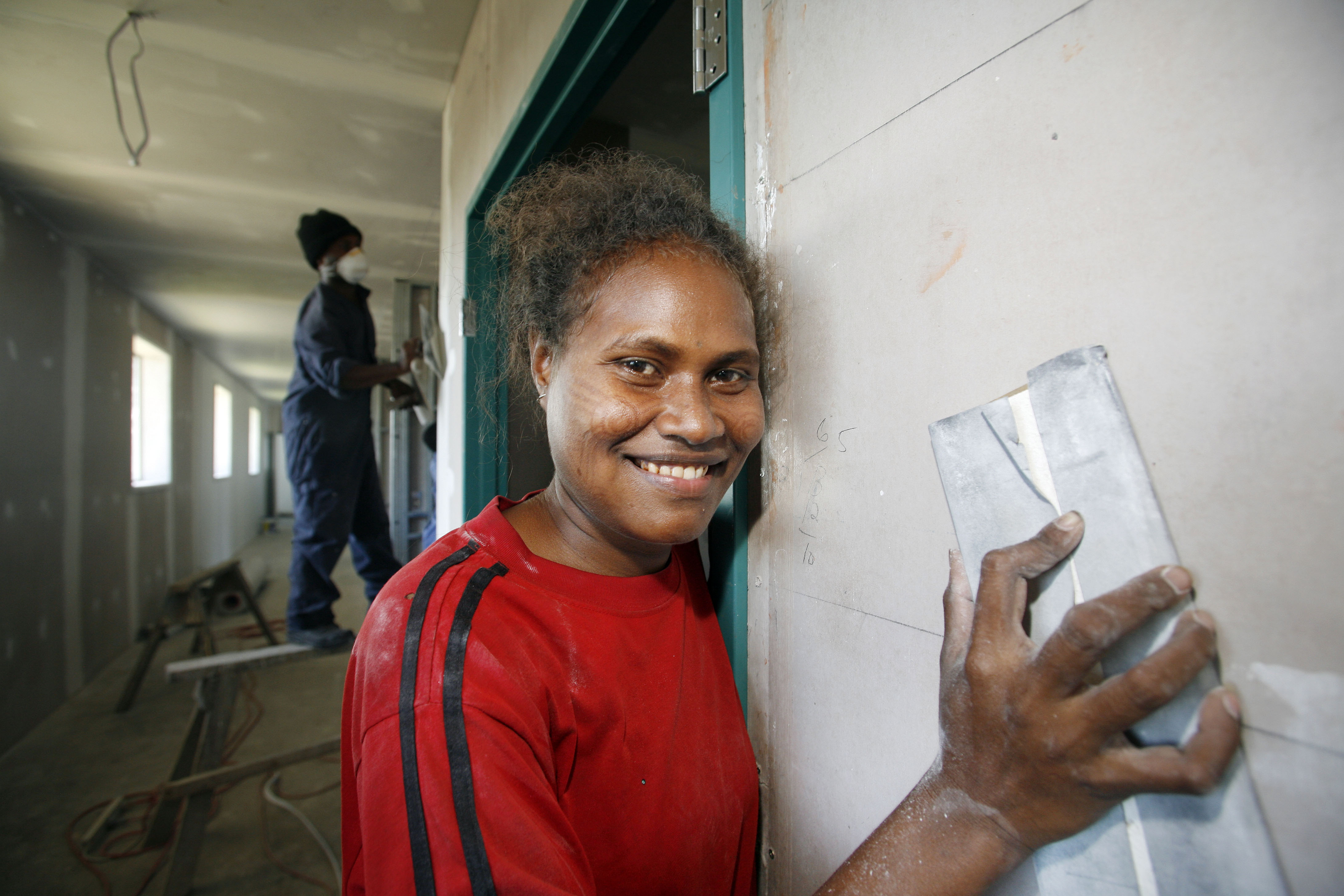
Bouwvakker

Een bouwvakker is iemand die in de bouwwereld zijn dagelijkse werkzaamheden verricht.
Het is een verzamelnaam voor beroepen als:
- Bekisters
- Betonstaalvlechters
- Dakdekkers
- Metselaars
- Opperlieden
- Schilders
- Stratenmakers
- Stukadoors
- Timmerlui
- Voegers
- Elektricien

In Nederland vallen bouwvakkers onder de collectieve arbeidsovereenkomst (cao) van de bouw, de bouw-cao.